# Formula Renault 3.5 Series 2008
Navigation
2007 2009

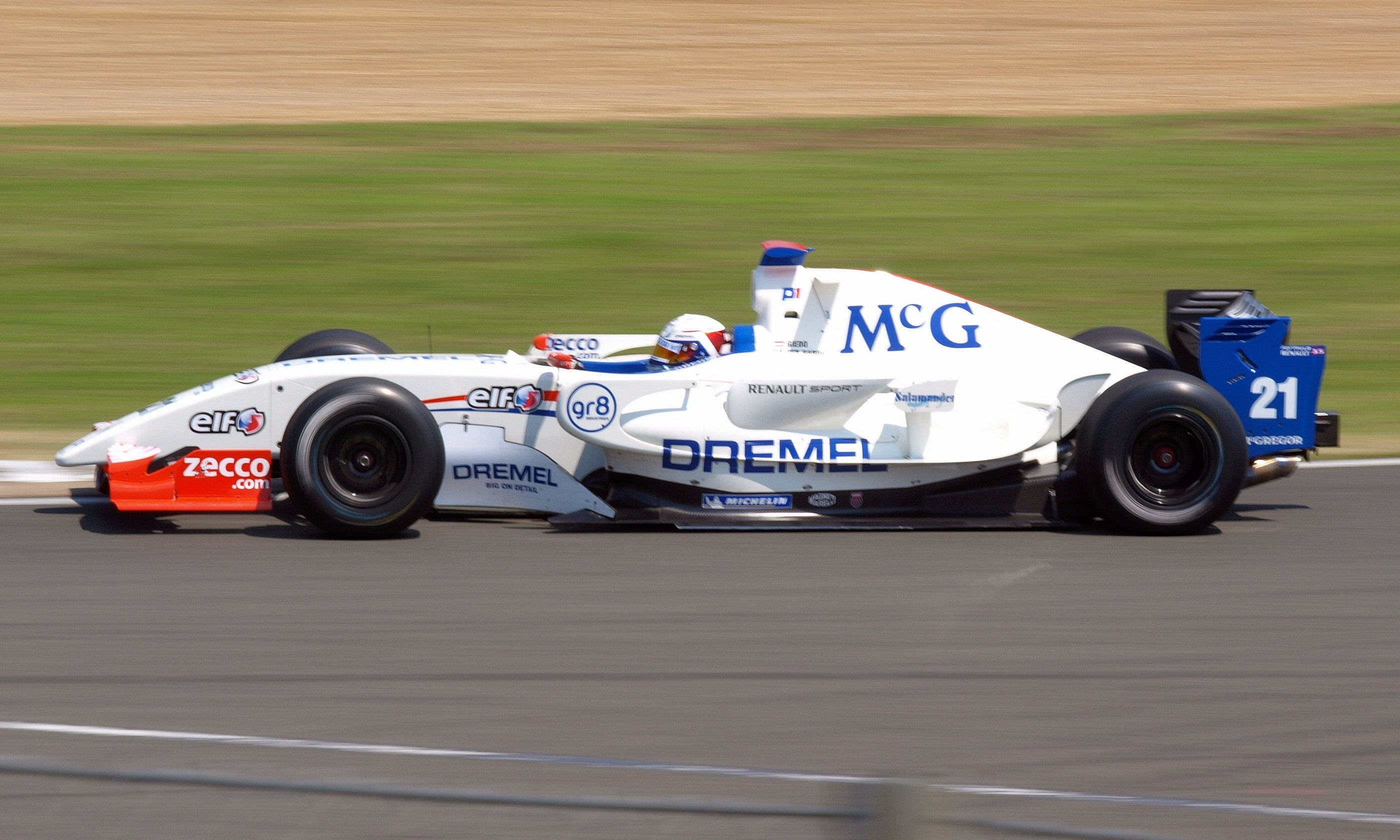
Giedo Van der Garde, champion des World Series by Renault, édition 2008.

Le championnat de Formula Renault 3.5 Series 2008 se déroule au sein des World Series by Renault du 26 avril au 19 octobre 2008. Il est remporté par le pilote néerlandais Giedo Van der Garde au volant d'une monoplace de l'écurie P1 Motorsport.

## Pilotes et écuries
R = Rookie
| Écurie                    | #  | Pilote               | Statut |
| ------------------------- | -- | -------------------- | ------ |
| Tech 1 Racing             | 1  | Julien Jousse        |        |
| Tech 1 Racing             | 2  | Charles Pic          | R      |
| International DracoRacing | 3  | Bertrand Baguette    |        |
| International DracoRacing | 4  | Marco Barba          |        |
| Carlin Motorsport         | 5  | Mikhail Aleshin      |        |
| Carlin Motorsport         | 6  | Robert Wickens       |        |
| Epsilon Euskadi           | 7  | Mario Romancini      | R      |
| Epsilon Euskadi           | 7  | Filipe Albuquerque   | R      |
| Epsilon Euskadi           | 8  | Alexandre Marsoin    | R      |
| Prema Powerteam           | 9  | Miguel Molina        |        |
| Prema Powerteam           | 10 | Álvaro Barba         |        |
| RC Motorsport             | 11 | Aleix Alcaraz        | R      |
| RC Motorsport             | 11 | Claudio Cantelli     | R      |
| RC Motorsport             | 12 | Borja García         |        |
| RC Motorsport             | 12 | Duncan Tappy         | R      |
| RC Motorsport             | 12 | Paolo Maria Nocera   | R      |
| Pons Racing               | 14 | Máximo Cortés        | R      |
| Pons Racing               | 14 | Aleix Alcaraz        | R      |
| Pons Racing               | 15 | Marcos Martinez      |        |
| KTR                       | 16 | Daniil Move          |        |
| KTR                       | 16 | Siso Cunill          | R      |
| KTR                       | 17 | Guillaume Moreau     |        |
| KTR                       | 17 | Sergueï Afanassiev   | R      |
| Interwetten.com           | 19 | Salvador Durán       |        |
| Interwetten.com           | 20 | Pablo Sánchez López  | R      |
| P1 Motorsport             | 21 | Giedo Van der Garde  |        |
| P1 Motorsport             | 22 | Pippa Mann           |        |
| Fortec Motorsport         | 23 | James Walker         |        |
| Fortec Motorsport         | 24 | Julian Theobald      |        |
| Fortec Motorsport         | 24 | Fairuz Fauzy         |        |
| Red Devil Team Comtec     | 25 | Marco Bonanomi       |        |
| Red Devil Team Comtec     | 26 | Pasquale di Sabatino |        |
| Ultimate-Signature        | 27 | Fabio Carbone        |        |
| Ultimate-Signature        | 28 | Claudio Cantelli     | R      |
| Ultimate-Signature        | 28 | Esteban Guerrieri    |        |

- R : Rookie

Notes:
- Chez Ultimate-Signature, Claudio Cantelli est remplacé par Esteban Guerrieri à partir de Silverstone[1].
- Chez Fortec Motorsport, Julian Theobald est remplacé par Fairuz Fauzy à partir de Monaco[2].
- Chez RC Motorsport, Borja García est remplacé par Duncan Tappy à partir de Silverstone[3], lui-même imité par Paolo Maria Nocera à partir du Nürburgring.
- Chez RC Motorsport, Aleix Alcaraz est remplacé par Claudio Cantelli pour le meeting du Hungaroring.
- Chez Pons Racing, Máximo Cortés est remplacé par Aleix Alcaraz pour le meeting du Hungaroring.
- Les pilotes de chez KTR, Daniil Move et Guillaume Moreau, quittent leur écurie, remplacés par Siso Cunill au Nürburgring et Sergueï Afanassiev au Mans.
- Chez Epsilon Euskadi, Mario Romancini est remplacé par Filipe Albuquerque à partir du meeting d'Estoril.

## Règlement sportif
- Chaque week-end de compétition comporte deux courses (sauf celui de Monaco).
- Le format des qualifications a changé. Une nouveauté, l'introduction d'une Super Pole. Les 26 voitures de départ seront divisés en deux groupes de qualification (A et B) ayant chacun 20 minutes de session. Le 6 meilleurs pilotes de chaque groupe seront par la suite qualifiés pour la Super Pole, session qui dure 15 minutes. La grille de départ pour la 1re course sera déterminé en inversant l'ordre d'arrivée des huit premiers pilotes dans la Super Pole. Ceux-ci seront suivis par les quatre derniers de la Super Pole (en ordre d'arrivée) et les quatorze autres pilotes dans l'ordre où ils ont fini leur séance de qualification (un groupe de chaque côté de la grille). Les huit meilleurs de la Super Pole occuperont les huit premières positions sur la grille de départ pour la 2e course, mais cette fois-ci dans l'ordre dans lequel ils ont fini. Ils seront suivis par les autres conducteurs dans leur ordre d'arrivée de course.
- L'attribution des points s'effectue selon le barème 12,10,8,6,5,4,3,2,1 dans la première course du week-end
- L'attribution des points s'effectue selon le barème 15,12,10,8,6,5,4,3,2,1 dans la deuxième course du week-end
- Des points sont également attribués à l'issue de la séance de qualification au cours de laquelle les pilotes sont répartis en deux groupes. Les trois pilotes les plus rapides de chaque groupe inscrivent respectivement 4, 2 et 1 points.
- L'auteur du meilleur tour en course inscrit 2 points.

## Courses de la saison 2008
| Date         | Lieu              | Vainqueur           | Nationalité | Équipe                    |
| 26 avril     | Monza             | Giedo Van der Garde | Pays-Bas    | P1 Motorsport             |
| 27 avril     | Monza             | Giedo Van der Garde | Pays-Bas    | P1 Motorsport             |
| 3 mai        | Spa-Francorchamps | Bertrand Baguette   | Belgique    | International DracoRacing |
| 4 mai        | Spa-Francorchamps | Giedo Van der Garde | Pays-Bas    | P1 Motorsport             |
| 25 mai       | Monaco            | Charles Pic         | France      | Tech 1 Racing             |
| 7 juin       | Silverstone       | Salvador Duran      | Mexique     | Interwetten.com           |
| 8 juin       | Silverstone       | Robert Wickens      | Canada      | Carlin Motorsport         |
| 5 juillet    | Hungaroring       | Giedo Van der Garde | Pays-Bas    | P1 Motorsport             |
| 6 juillet    | Hungaroring       | Fabio Carbone       | Brésil      | Ultimate-Signature        |
| 30 août      | Nürburgring       | Fabio Carbone       | Brésil      | Ultimate-Signature        |
| 31 août      | Nürburgring       | Miguel Molina       | Espagne     | Prema Powerteam           |
| 6 septembre  | Le Mans           | Charles Pic         | France      | Tech 1 Racing             |
| 7 septembre  | Le Mans           | Giedo Van der Garde | Pays-Bas    | P1 Motorsport             |
| 27 septembre | Estoril           | Fabio Carbone       | Brésil      | Ultimate-Signature        |
| 28 septembre | Estoril           | Miguel Molina       | Espagne     | Prema Powerteam           |
| 18 octobre   | Barcelone         | Julien Jousse       | France      | Tech 1 Racing             |
| 19 octobre   | Barcelone         | Esteban Guerrieri   | Argentine   | Ultimate-Signature        |

## Classement des pilotes
| Classement | Pilote               | Pays        | Équipe                | Nombre de points |
| ---------- | -------------------- | ----------- | --------------------- | ---------------- |
| 1er        | Giedo Van der Garde  | Pays-Bas    | P1 Motorsport         | 137              |
| 2e         | Julien Jousse        | France      | Tech 1 Racing         | 106              |
| 3e         | Fabio Carbone        | Brésil      | Ultimate-Signature    | 97               |
| 4e         | Miguel Molina        | Espagne     | Prema Powerteam       | 79               |
| 5e         | Mikhail Aleshin      | Russie      | Carlin Motorsport     | 73               |
| 6e         | Charles Pic          | France      | Tech 1 Racing         | 69               |
| 7e         | Bertrand Baguette    | Belgique    | Draco Racing          | 69               |
| 8e         | Esteban Guerrieri    | Argentine   | Ultimate-Signature    | 62               |
| 9e         | Salvador Durán       | Mexique     | Interwetten.com       | 61               |
| 10e        | Álvaro Barba         | Espagne     | Prema Powerteam       | 58               |
| 11e        | Marco Bonanomi       | Italie      | Red Devil Team Comtec | 56               |
| 12e        | Robert Wickens       | Canada      | Carlin Motorsport     | 55               |
| 13e        | James Walker         | Royaume-Uni | Fortec Motorsport     | 36               |
| 14e        | Marco Barba          | Espagne     | Draco Racing          | 24               |
| 15e        | Marcos Martínez      | Espagne     | Pons Racing           | 21               |
| 16e        | Guillaume Moreau     | France      | KTR                   | 20               |
| 17e        | Pablo Sánchez López  | Mexique     | Interwetten.com       | 18               |
| 18e        | Fairuz Fauzy         | Malaisie    | Fortec Motorsport     | 17               |
| 19e        | Alexandre Marsoin    | France      | Epsilon Euskadi       | 17               |
| 20e        | Pasquale di Sabatino | Italie      | Red Devil Team Comtec | 16               |
| 21e        | Filipe Albuquerque   | Portugal    | Epsilon Euskadi       | 12               |
| 22e        | Daniil Move          | Russie      | KTR                   | 6                |
| 23e        | Duncan Tappy         | Royaume-Uni | RC Motorsport         | 6                |
| 24e        | Borja García         | Espagne     | RC Motorsport         | 5                |
| 25e        | Pippa Mann           | Royaume-Uni | P1 Motorsport         | 5                |
| 26e        | Máximo Cortés        | Espagne     | Pons Racing           | 5                |
| 27e        | Aleix Alcaraz        | Espagne     | RC Motorsport         | 5                |
| 28e        | Claudio Cantelli     | Brésil      | RC Motorsport         | 3                |
| 29e        | Mario Romancini      | Brésil      | Epsilon Euskadi       | 3                |
| 30e        | Siso Cunill          | Espagne     | KTR                   | 1                |